# KRTAP15-1
KRTAP15-1 (англ. Keratin associated protein 15-1) – білок, який кодується однойменним геном, розташованим у людей на довгому плечі 21-ї хромосоми. Довжина поліпептидного ланцюга білка становить 137 амінокислот, а молекулярна маса — 14 979.
| 10         |  | 20         |  | 30         |  | 40         |  | 50         |
| ---------- |  | ---------- |  | ---------- |  | ---------- |  | ---------- |
| MSYNCSSGNF |  | SSCCFGSYLR |  | YPVSTYNLFY |  | PSNAIYSPNT |  | CQLGSSLYNG |
| CQETYCEPTS |  | CQTSCTLARS |  | YQTSCYCPKN |  | SIFCSPRQTN |  | YIRSLGCGNT |
| GLGSLGCGST |  | GFQSLDCGSS |  | FYHPTTFSSR |  | NFQATCY    |  |            |

A: Аланін

C: Цистеїн

D: Аспарагінова кислота

E: Глутамінова кислота

F: Фенілаланін

G: Гліцин

H: Гістидин

I: Ізолейцин

K: Лізин

L: Лейцин

M: Метіонін

N: Аспарагін

P: Пролін

Q: Глутамін

R: Аргінін

S: Серин

T: Треонін

V: Валін